# Stewart Hosie
Stewart Hosie (né le 3 janvier 1963) est un homme politique écossais du Parti national écossais (SNP). Il siège au Parlement de Westminster en tant que représentant de la circonscription de Dundee Est de 2005 à 2024,.

## Biographie
Né à Dundee, Stewart Hosie fait ses études à Carnoustie High School puis à l'Université d'Abertay Dundee. Son premier mandat de député, renouvelé, au Parlement de Westminster lors des élections législatives de 1992, pour la circonscription de Kirkcaldy est suivi d'un autre mandat concomitant pour le Parlement écossais de Holyrood.
Stewart Hosie est le secrétaire national du Parti national écossais, puis responsable de l'organisation nationale de ce parti. Il est également chef du groupe du SNP au Parlement écossais.

## Résultats électoraux

### Chambres des communes
| Élection | Circonscription | Parti | Parti | Voix   | %    | Résultats |
| -------- | --------------- | ----- | ----- | ------ | ---- | --------- |
| 1992     | Kirkcaldy       |       | SNP   | 8 761  | 22,5 | Échec     |
| 1997     | Kirkcaldy       |       | SNP   | 8 020  | 22,9 | Échec     |
| 2001     | Dundee East     |       | SNP   | 10 169 | 31,4 | Échec     |
| 2005     | Dundee East     |       | SNP   | 14 708 | 37,2 | Élu       |
| 2010     | Dundee East     |       | SNP   | 15 350 | 37,8 | Élu       |
| 2015     | Dundee East     |       | SNP   | 28 765 | 59,7 | Élu       |
| 2017     | Dundee East     |       | SNP   | 18 391 | 42,8 | Élu       |
| 2019     | Dundee East     |       | SNP   | 24 361 | 53,8 | Élu       |

### Parlement écossais
| Élection | Circonscription | Parti | Parti | Voix  | %    | Résultats |
| -------- | --------------- | ----- | ----- | ----- | ---- | --------- |
| 1999     | Kirkcaldy       |       | SNP   | 9 170 | 32,4 | Échec     |

## Vie personnelle
Stewart Hosie est marié à Shona Robison, elle aussi députée du SNP au Parlement écossais où elle représente la circonscription de Dundee Est. Le couple a une fille, Morag.